# Nude with Boots
Nude with Boots es un álbum de Melvins, lanzado el 8 de julio de 2008, mientras que el vinilo fue lanzado el 3 de noviembre de 2009. El álbum cuenta con la misma alineación que su predecesor (A) Senile Animal. Antes de su lanzamiento, se lo podía escuchar completamente desde la página de la banda en MySpace.

## Lista de canciones
| N.º | Título                            | Duración |  |
| 1.  | «The Kicking Machine»             | 2:44     |  |
| 2.  | «Billy Fish»                      | 3:53     |  |
| 3.  | «Dog Island»                      | 7:32     |  |
| 4.  | «Dies Iraea»                      | 4:33     |  |
| 5.  | «Suicide in Progress»             | 4:47     |  |
| 6.  | «The Smiling Cobra»               | 3:43     |  |
| 7.  | «Nude with Boots»                 | 3:36     |  |
| 8.  | «Flush»                           | 1:07     |  |
| 9.  | «The Stupid Creep»                | 1:31     |  |
| 10. | «The Savage Hippy»                | 3:34     |  |
| 11. | «It Tastes Better Than the Truth» | 5:20     |  |

- "Dies Iraea" es una adaptación de canción principal de la película de terror El resplandor de 1980 dirigida por Stanley Kubrick (basada en Hector Berlioz intérprete de "Dies Irae").[11]

## Personal
- King Buzzo - Guitarra, voz.
- Dale Crover - batería, Voz.
- Jared Warren - bajo, Voz.
- Coady Willis - Batería, Voz
- Toshi Kasai - Grabación
- John Golden - Mastering
- Mackie Osborne - Arte
- Tom Hazelmyer - guitarra y voces adicionales y grabación de "The Savage Hippy".